# Epeus furcatus
Epeus furcatus là một loài nhện trong họ Salticidae.
Loài này thuộc chi Epeus. Epeus furcatus được Zhang, Da-xiang Song & Li miêu tả năm 2003.